# Linda Fruhvirtová
Linda Fruhvirtová (Praga, 1º maggio 2005) è una tennista ceca.

## Biografia
Linda è nata il 1º maggio 2005 a Praga, capitale della Repubblica Ceca. Ha una sorella più giovane, Brenda (nata nel 2007), anche lei tennista. Linda e Brenda sono due allieve dell'accademia di Patrick Mouratoglou. Si allena alla Mouratoglou Academy nel sud della Francia dal 2017; si è anche allenata alla Chris Evert Academy nel gennaio 2021.

## Carriera

### Junior
A livello junior, la Fruhvirtová ha vinto i tornei nelle categorie singolare e doppio del Les Petits As, analogamente a Anastasia Potapova vincendo l'anno prima il solo doppio con la connazionale Linda Nosková e l'anno dopo sia il singolare che il doppio insieme a sua sorella Brenda la quale sarebbe poi andata a vincere il titolo in singolare solo l'anno successivo, diventando così i primi membri della stessa famiglia a conquistare lo stesso titolo per due anni consecutivi. Linda Fruhvirtová ha raggiunto la 2ª posizione del ranking junior ITF il 13 dicembre 2021.

### Circuito maggiore

#### 2020-2021: esordi
Linda Fruhvirtová ha fatto il suo debutto in un torneo di categoria WTA al Prague Open 2020, ricevendo una wildcard per il tabellone singolare e di doppio; in entrambi i casi è stata eliminata al primo turno.
Ha ricevuto una wildcard per prendere parte al tabellone di qualificazioni del WTA 100 di Miami 2021 dove è stata eliminata al primo turno dalla serba Nina Stojanović dopo aver vinto il primo set. Due settimane dopo, ottiene una nuova wildcard per il tabellone principale del torneo 250 di Charleston, in cui coglie contestualmente le sue prime due vittorie nel circuito maggiore, ottenuti rispettivamente ai danni di Alizé Cornet e Emma Navarro. Nei quarti di finale si arrende alla futura campionessa Astra Sharma. Grazie al risultato ottenuto, si insidia tra le prime 400 tenniste nel ranking mondiale.
Ha disputato anche il torneo di Chicago dove è subentrata come lucky loser. Ha sconfitto all'esordio Tara Moore per poi essere sconfitta dalla polacca Magda Linette in due parziali. Conclude la stagione con un'ottima prestazione a Seul, dove cede nei quarti di finale da Ekaterina Kazionova in tre set.

#### 2022: primo titolo WTA e top 100
Dopo aver inaugurato la stagione con la vittoria del terzo titolo ITF, Linda tenta le qualificazioni al WTA 1000 di Indian Wells, dove tuttavia viene eliminata al primo turno dalla connazionale Marie Bouzková. Ottiene la wild-card per il tabellone del successivo 1000 di Miami, dove offre un'ottima prestazione: superata in scioltezza Danka Kovinić, ha la meglio in tre set sulla 20ª testa di serie Elise Mertens e usufruisce del ritiro della 12ª testa di serie e due volte campionessa Slam Viktoryja Azaranka sul punteggio di 6-2, 3-0 in suo favore. Approdata ai primi ottavi di finale in un 1000, si arrende alla campionessa in carica Paula Badosa in due set. Inaugura la stagione sulla terra due wild card offerte dagli organizzatori dei tornei di Charleston, dove si impone su Ana Konjuh prima di essere sconfitta dalla futura campionessa Belinda Bencic, e Madrid, uscendo di scena all'esordio per mano di Kaia Kanepi. 
Nei mesi successivi, fallisce il proposito di qualificarsi nel tabellone principale degli Slam di Parigi e Wimbledon. Rimanda l'appuntamento con la prima apparizione nel main draw di un Major a New York, nella cui occasione supera tutti e tre i turni lasciando per strada un solo set. Sui campi dello USTA Billie Jean King National Tennis Center coglie anche la prima vittoria nel tabellone principale di un Major, superando al primo turno la cinese Wang Xinyu, per poi arrendersi alla nona testa di serie Garbiñe Muguruza. Il periodo positivo prosegue a Chennai, torneo che disputa a partire dal tabellone principale per diritto di ranking. Nel 250 indiano, Fruhvirtová si spinge fino alla prima finale WTA in carriera grazie alle vittorie su Liang En-shuo, la quinta testa di serie Rebecca Peterson, la seconda testa di serie Varvara Gračëva e l'argentina Nadia Podoroska. In finale, si impone in rimonta sulla terza di serie Magda Linette col punteggio di 4-6, 6-3, 6-4. In tal modo, ad appena diciassette si aggiudica il primo titolo nel circuito maggiore e accede parallelamente tra le prime cento del mondo.

#### 2023: Primo ottavo slam agli Australian Open e ingresso in top-50
Dopo aver iniziato il 2023 con una sconfitta ad Auckland, prende parte agli Australian Open, entrando per la prima volta nel tabellone principale di uno Slam. Supera i primi due turni eliminando le due wild-card australiane Jaimee Fourlis (6-0, 6-4) e Kimberly Birrell (6-3, 6-2), al terzo turno vince in tre set contro Markéta Vondroušová (7-5, 2-6, 6-3) avanzando così al quarto turno dove si arrende a Donna Vekić che vince con lo score di 6-2, 1-6, 6-3. Grazie alla buona prestazione nel primo Slam dell'anno, risale il ranking di 31 posizioni diventando la n°51 del mondo. Due settimane dopo, a Hua Hin, si ferma al secondo turno contro Tamara Zidanšek.
Successivamente, esce di scena al secondo turno a Dubai e Indian Wells e all'esordio in quel di Miami. Sulla terra, ottiene come migliori risultati i secondi round a Charleston e Madrid; nel suo primo main-draw in carriera al Roland Garros, cede alla finalista dell'edizione 2021 Anastasija Pavljučenkova con un duplice 2-6.
Sull'erba, coglie il primo quarto WTA della stagione a Birmingham, eliminando Svitolina e Pera; tra le ultime otto, viene estromessa dalla testa di serie n°1 Krejčíková. Il 26 giugno, fa il suo ingresso in top-50, facendo registrare il suo best-ranking alla 49ª posizione. Successivamente, non passa le qualificazioni per il '500' di Eastbourne mentre, a Wimbledon, è costretta al ritiro nel corso del terzo set della sfida d'esordio contro Petra Martić. 
In seguito, inanella 7 sconfitte consecutive tra Varsavia e Guangzhou, non centrando inoltre il main-draw di Montréal e Cincinnati e fermandosi all'esordio allo US Open (contro Collins). Si riprende a Ningbo, dove la ceca centra la prima semifinale WTA del 2023 grazie alle vittorie su Masarova, Blinkova e Bronzetti; nel penultimo atto, cede il passo a Diana Šnaider. A Pechino, viene sconfitta al secondo turno dalla top-10 Sakkarī. A Hong Kong raggiunge i quarti di finale, perdendo dalla futura campionessa Leylah Fernandez.

## Statistiche WTA

### Singolare

#### Vittorie (1)
| Legenda              |
| -------------------- |
| Grande Slam (0)      |
| Ori Olimpici (0)     |
| WTA Finals (0)       |
| WTA Elite Trophy (0) |
| Dal 2021             |
| WTA 1000 (0)         |
| WTA 500 (0)          |
| WTA 250 (1)          |

| N. | Data              | Torneo                | Superficie | Avversaria in finale | Punteggio     |
| 1. | 18 settembre 2022 | Chennai Open, Chennai | Cemento    | Magda Linette        | 4–6, 6–3, 6–4 |

## Circuito WTA 125

### Singolare

#### Sconfitte (2)
| N. | Data          | Torneo                                | Superficie | Avversaria in finale | Punteggio |
| 1. | 30 marzo 2025 | Puerto Vallarta Open, Puerto Vallarta | Cemento    | Jaqueline Cristian   | 5-7, 4-6  |
| 2. | 8 giugno 2025 | Birmingham Open, Birmingham           | Erba       | Greet Minnen         | 2-6, 1-6  |

## Statistiche ITF

### Singolare

#### Vittorie (3)
| Torneo $100.000 (0) |
| Torneo $80.000 (0)  |
| Torneo $60.000 (0)  |
| Torneo $25.000 (1)  |
| Torneo $15.000 (2)  |

| N. | Data             | Torneo                           | Superficie | Avversaria in finale | Punteggio   |
| 1. | 7 febbraio 2021  | Magic Tours, Monastir            | Cemento    | Manon Arcangioli     | 7–6(5), 7–5 |
| 2. | 14 febbraio 2021 | Magic Tours, Monastir            | Cemento    | Ines Ibbou           | 6–2, 6–2    |
| 3. | 20 febbraio 2022 | World Tennis Tour Cancun, Cancún | Cemento    | Rebecca Marino       | 6-3, 6-4    |

#### Sconfitte (2)
| Torneo $100.000 (0) |
| Torneo $80.000 (0)  |
| Torneo $60.000 (0)  |
| Torneo $25.000 (1)  |
| Torneo $15.000 (1)  |

| N. | Data            | Torneo                         | Superficie  | Avversaria in finale | Punteggio     |
| 1. | 6 dicembre 2020 | Magic Tours, Monastir          | Cemento     | Julija Hatouka       | 1–6, 7–5, 3–6 |
| 2. | 17 gennaio 2021 | Tennis Future Hamburg, Amburgo | Cemento (i) | Zheng Qinwen         | 2–6, 3–6      |

### Doppio

#### Vittorie (2)
| Torneo $100.000 (0) |
| Torneo $80.000 (0)  |
| Torneo $60.000 (0)  |
| Torneo $25.000 (0)  |
| Torneo $15.000 (2)  |

| N. | Data             | Torneo                | Superficie | Compagna           | Avversario in finale               | Punteggio |
| 1. | 6 febbraio 2021  | Magic Tours, Monastir | Cemento    | Marija Timofeeva   | Nina Radovanović Sopiko Cickišvili | 6–1, 6–2  |
| 2. | 13 febbraio 2021 | Magic Tours, Monastir | Cemento    | Weronika Falkowska | Yasmine Mansouri Elena Milovanović | 6–3, 6–1  |

#### Sconfitte (1)
| Torneo $100.000 (0) |
| Torneo $80.000 (0)  |
| Torneo $60.000 (0)  |
| Torneo $25.000 (1)  |
| Torneo $15.000 (0)  |

| N. | Data             | Torneo                                                          | Superficie  | Compagna        | Avversario in finale         | Punteggio |
| 1. | 18 dicembre 2020 | ITF Women Val Gardena Südtirol Raiffeisen, Selva di Val Gardena | Cemento (i) | Maja Chwalińska | Matilde Paoletti Lisa Pigato | 5-7, 1-6  |